# Garissone Innocent
Garissone Innocent, né le 16 avril 2000 à Ivry-sur-Seine en France, est un footballeur international haïtien qui joue au poste de gardien de but.

## Biographie

### En club

#### Formation au Paris Saint-Germain et prêts
Né à Ivry-sur-Seine, Garissone Innocent est rapidement repéré par un club phare du secteur à savoir le Paris Saint-Germain. Il fera toutes les classes jeunes là-bas mais ne parviendra pas à intégrer l'équipe professionnelle. Le 31 mai 2018, il signe son premier contrat professionnel.
Le 2 octobre 2020, il est prêté au SM Caen évoluant en Ligue 2. Il joue son premier match professionnel le 18 décembre 2020 face à l'USL Dunkerque. Il y disputera trois rencontres.
Le 26 juillet 2021, il est prêté au Vannes OC participant au championnat de National 2. Il joue son premier match le 7 août 2021 lors d'une victoire 3-1 face aux Voltigeurs de Châteaubriant. Il y jouera dix rencontres.

#### KAS Eupen
Le 1er septembre 2022, il signe en faveur du club belge de la KAS Eupen.

### En sélection
Le 29 mars 2023, Garissone Innocent joue son premier match international avec Haïti lors d'une victoire 3-1 face aux Bermudes.